# Гринь Дмитро Володимирович
Дмитро́ Володи́мирович Гри́нь, псевдо «Гриня», «Лєвша» (нар. 15 липня 1992, м. Шостка, Сумська область, Україна — 26 лютого 2020, смт Зайцеве, Бахмутський район, Донецька область, Україна) — солдат 58-ї окремої мотопіхотної бригади імені гетьмана Івана Виговського Збройних сил України, учасник російсько-української війни.

## Життєпис
Закінчив Шосткинську загальноосвітню школу № 5, після чого — вище професійне училище № 19 міста Шостка.
У вересні 2014 року призваний на військову службу до Збройних Сил України. Учасник російсько-української війни на сході України. Від січня 2019 року проходив службу за контрактом, служив старшим водієм мотопіхотного відділення 58-ї окремої мотопіхотної бригади імені гетьмана Івана Виговського.
Зазнав несумісних з життям множинних поранень внаслідок підриву на невстановленому предметі під час виконання бойового завдання поблизу Майорська (житловий масив Микитівського району Горлівки, що адміністративно віднесений до селища міського типу Зайцеве Бахмутського району). Помер у лікарні.
Похований 28 лютого в рідній Шостці. Залишилися батьки та брат і сестра.
День 28 лютого був оголошений владою міста Днем жалоби.

## Нагороди та відзнаки
- Медаль «Захиснику Вітчизни» (посмертно), 12.05.2020 — за особисту мужність і самовіддані дії, виявлені у захист державного суверенітету та територіальної цілісності України[5].
- Його портрет розміщено на меморіалі «Стіна пам'яті полеглих за Україну» в Києві: секція 11, ряд 7, місце 18
- 25 лютого 2022 року в Шостці біля школи № 5 на вулиці Марата, 24-А, відкрито меморіальну дошку Дмитрові Гриню[6].
- Почесний громадянин Шосткинської міської територіальної громади[7].
- У Шостці відкрито меморіал; на ньому зазначено й ім'я Дмитра Гриня[8].
- Його ім'я згадується на щоденному ранковому церемоніалі вшанування захисників України[9].